# 王凯 (清朝)
王凱（18世纪？—1800年），贵州贵筑县（今贵州省贵阳市）人，清朝政治人物。
乾隆年间从攻金川，积功至游击，历任浙江定海镇总兵、贵州都匀协副将。嘉庆初年为湖北宜昌镇总兵。先后参加贵州仲苗之役和镇压川楚白莲教起义。嘉庆五年在当阳被徐天德部作战战死。封骑都尉世职，谥勇壮。